# دوشان سیموویچ
دوشان سیموویچ (صربی: Душан Симовић؛ ۲۸ اکتبر ۱۸۸۲ – ۲۶ اوت ۱۹۶۲) سیاستمدار، و پرسنل نظامی اهل جمهوری فدرال سوسیالیستی یوگسلاوی بود. وی از ۲۷ مارس ۱۹۴۱ تا ۱۱ ژانویه ۱۹۴۲ نخست‌وزیر یوگسلاوی بود.
دوشان سیموویچ در ۲۶ اوت ۱۹۶۲، در سن ۷۹ سالگی درگذشت.